# Uranopoli
Uranopoli, conosciuta anche come Ouranopoli, secondo la traslitterazione ufficiale greca moderna, è una località della Penisola Calcidica, nella Grecia nord orientale, da cui partono i traghetti diretti verso il Monte Athos (Ághion Óros = Monte Santo). La cittadina ha un buon numero di alberghi economici e di taverne, dal momento che è frequentata durante tutto l'anno dai numerosi pellegrini (circa 30 000, di cui il 10% stranieri) che visitano la repubblica monastica.

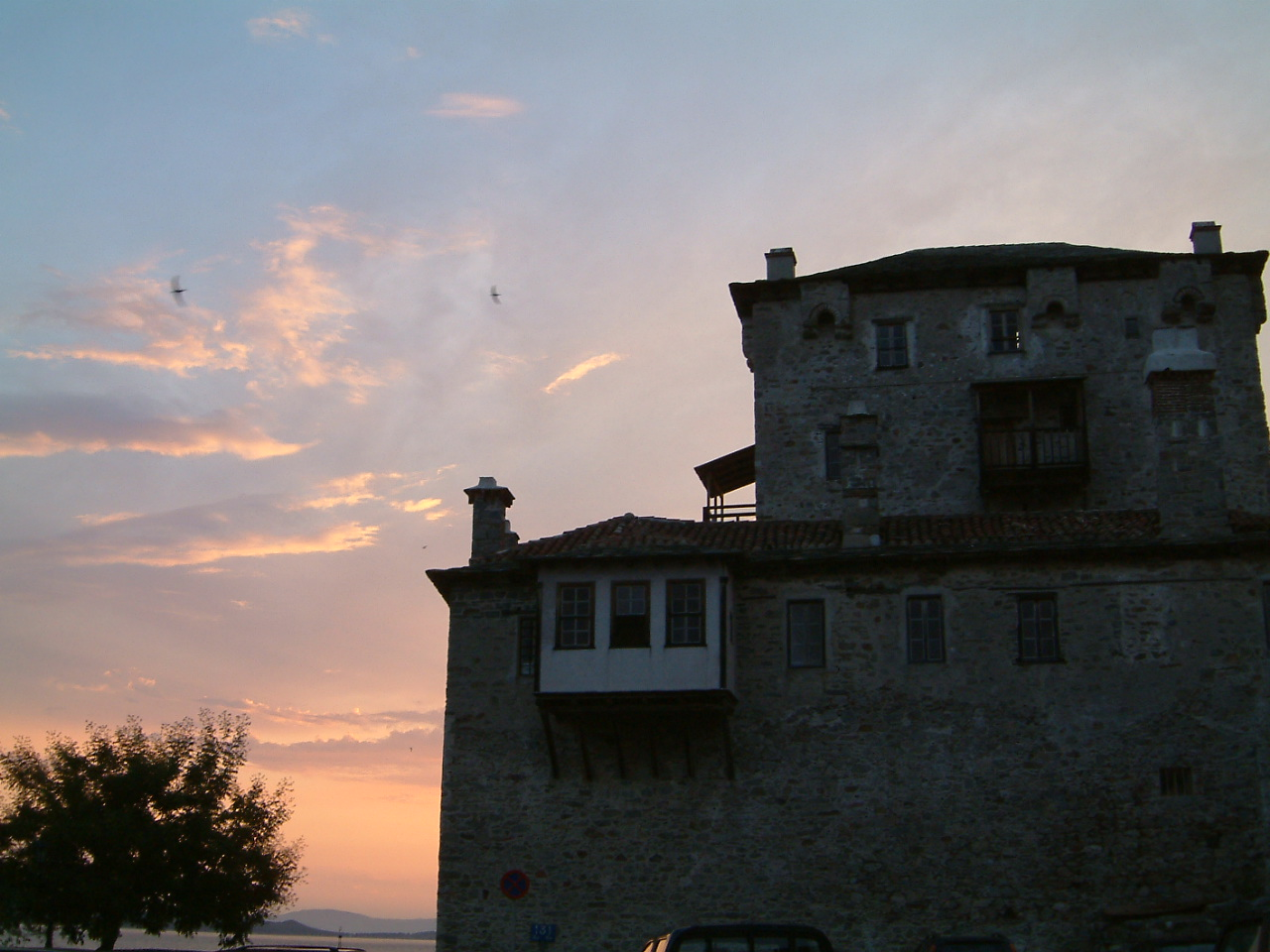
La torre bizantina di Phosphori vicino al porto

Ad Ouranopoli si ritira il Dhiamonitirion, rilasciato dalle autorità monastiche, che permette di visitare il Monte Santo e di essere ospitati dai monasteri.
La moderna Ouranopoli deriva dal vecchio nome del Monte Athos cioè monte Uranopolis. Monte sul quale il sole splendeva in continuazione. Si narra che la Vergine Maria unitamente a san Giovanni abbiano fatto naufragio ai piedi di questa montagna e in onore della Vergine Maria non è più stato possibile l'accesso ad alcun'altra donna. 
Pochi km più a nord-ovest di Ouranopoli, tra le località di Néa Rhodia e Tripitì, l'esercito di Serse scavò un canale (detto canale di Serse) per permettere alle navi della flotta persiana di superare indenne il tempestoso capo del Monte Athos. Tracce del canale sono ancora visibili. Da Tripitì salpa anche il traghetto per l'isola di Amoulianì, ben visibile da Ouranopoli.